# Seyitler-Talsperre
Die Seyitler-Talsperre (türkisch Seyitler Barajı) befindet sich 20 km östlich der Provinzhauptstadt Afyonkarahisar in der gleichnamigen Provinz.
Die Seyitler-Talsperre wurde in den Jahren 1961–1964 am Seyitler Deresi, einem linken Nebenfluss des Akarçay, errichtet. 
Sie dient der Bewässerung einer Fläche von 3222 ha. 
Das Absperrbauwerk ist ein 25,5 m hoher Erdschüttdamm.  
Das Dammvolumen beträgt 650.000 m³.   
Der Stausee bedeckt bei Normalstau eine Fläche von 4,5 km². 
Der Speicherraum liegt bei 38 Mio. m³.